# Mauricio Jaramillo Martínez
Mauricio Jaramillo Martínez (Líbano, Tolima, 22 de marzo de 1957) es un abogado y político colombiano. Es miembro del Partido Liberal y ha sido elegido por elección popular para integrar el Senado de Colombia y Secretario General de esta organización.

## Biografía
Mauricio Jaramillo es miembro de una familia política del Tolima, siendo su padre el exministro de Salud Alfonso Jaramillo Salazar y su madre  Hilda Martínez de Jaramillo fue Congresista de la República; es hermano de Guillermo Alfonso Jaramillo quien ha sido Gobernador del Tolima, Alcalde de Ibagué y ministro de Salud durante la Presidencia de Gustavo Petro.
Estudió Derecho y se especializó en Derecho Ambiental en la Universidad del Rosario. Desde su época universitaria inició su carrera política, al interior del Partido Liberal, alternando entre Bogotá y el Tolima. 

## Trayectoria Política
En 1990 es elegido Representante a la Cámara de Representantes por el Tolima hasta que la Asamblea Nacional Constituyente de 1991 revocó el Congreso de la República, postulandose así en 1992 como Concejal de Bogotá, cargo al cual es electo. En 1994 llega al Senado y releva a su hermano Guillermo Alfonso Jaramillo como jefe de su grupo político. En 1998 es reelecto Senador de la República y consolida el liderazgo en el departamento del Tolima, lo cual se consolida tras el cambio de partido del senador Carlos García Orjuela al Partido de la U y su tercera elección como Senador de la República en 2002. Como Senador ostentó la Presidencia de la Comisión Quinta y de la Derechos Humanos.
En 2006 apoya por tercera vez consecutiva la candidatura presidencial de Horacio Serpa Uribe y es elegido por cuarta vez como Senador de la República. En 2008, la Corte Suprema de Justicia abrió investigación contra él dentro del escándalo de la parapolítica.
En 2009 impulsó la precandidatura presidencial de Alfonso Gómez Méndez, pero tras la derrota de éste en la consulta del 28 de septiembre, apoyó al ganador y nuevo candidato oficial Rafael Pardo Rueda. 

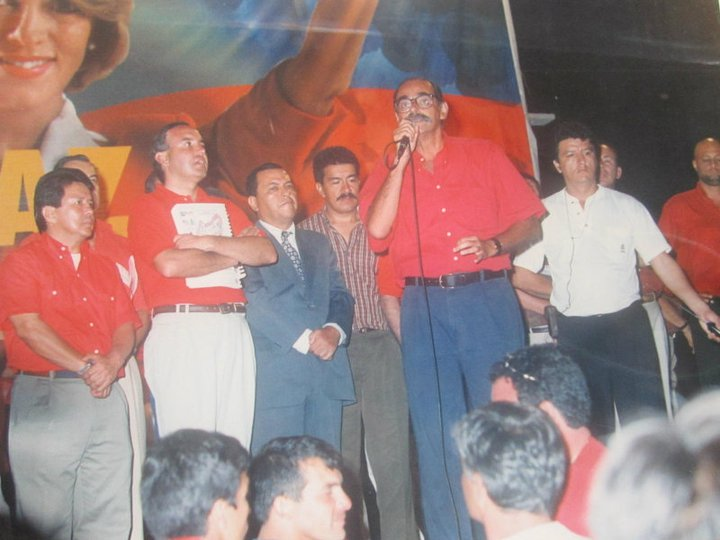
Gustavo Ramos Arjona, Jaramillo Martínez y el entonces candidato a la presidencia Horacio Serpa.

### Cargos públicos
Su trayectoria política se ha identificado por ostentar los siguientes cargos públicos:
| Cargo público           | Partido político | Fecha Inicio        | Fecha Fin               |
| Senador de la República | Partido Liberal  | 20 de julio de 2002 | 19 de julio de 2006     |
| Senador de la República | Partido Liberal  | 20 de julio de 1998 | 19 de julio de 2002     |
| Senador de la República | Partido Liberal  | 20 de julio de 1994 | 19 de julio de 1998     |
| Concejal                | Partido Liberal  | 1 de junio de 1992  | 31 de diciembre de 1994 |
| Representante           | Partido Liberal  | 1 de enero de 1990  | 31 de diciembre de 1992 |

#### Partidos políticos
A lo largo de su carrera ha representado los siguientes partidos:
| Partido político | Fecha Inicio        | Fecha Fin           |
| Partido Liberal  | 20 de julio de 1998 | 19 de julio de 2010 |

## Candidato a la Gobernación del Tolima

### Candidatura a Gobernador del Tolima 2016 - 2019
Para las elecciones locales de 2015 en el Tolima, Jaramillo se lanzó a la Gobernación del Tolima, avalado por el Partido Liberal Colombiano, el Partido de la U liderado por el Congresista Jaime Yepes  mientras su hermano Guillermo Alfonso Jaramillo buscaba ser electo Alcalde de Ibagué. Ante la controversia por las candidaturas de los hermanos Jaramillo Martinez, Guillermo Alfonso afirmó en el periódico El Tiempo que: 
"Tener la oportunidad de regir los destinos del departamento es un derecho que tiene mi hermano Mauricio; además, son campañas diferentes y las candidaturas no son ilegales, están ajustadas a la Constitución. No veo impedimento": Guillermo Alfonso Jaramillo Martínez en El Tiempo - 2015
Para esa elecciones se disputó la Gobernación del Tolima, con el exgobernador Óscar Barreto Quiroga, quien fue avalado por el Partido Conservador y el Partido Centro Democrático y el exsenador Carlos García Orjuela, avalado por el grupo significativo de ciudadanos denominado Gana el Tolima; mientras, el gobernador del Tolima era Luis Carlos Delgado Peñón quien pertenecía a su mismo grupo político.
Finalmente Oscar Barreto con una diferencia cercana a los 5.000 votos fue elegido como Gobernador del Tolima para el periodo 2016 - 2019 y Jaramillo obtuvo el segundo lugar. Por su parte su hermano Guillermo Alfonso Jaramillo fue elegido como Alcalde de Ibagué en dicha elección.

### Candidatura a Gobernador del Tolima 2024 - 2027
En las elecciones locales de 2023 Jaramillo postuló su nombre para ser Gobernador del Tolima, avalado por el Partido Liberal, la Alianza Verde y Partidos de la Coalición Pacto Histórico. En esta elección compite la candidatura con Adriana Magali Matiz, excongresista del Partido Conservador y respaldada por Óscar Barreto Quiroga, el Centro Democrático y el Partido Cambio Radical, así como por el escritor tolimense William Ospina.

#### Presunta inhabilidad
En abril de 2023 el presidente de la República Gustavo Petro designó a Guillermo Alfonso Jaramillo como ministro de salud lo que para juristas se ha considerado como una posible inhabilidad para ser inscrito y electo como Gobernador del Tolima. Ante su candidatura a la Gobernación, le fue solicitado al Consejo Nacional Electoral revocar la inscripción del candidato.
El 11 de octubre de 2023 se conoció que el Consejo Nacional Electoral revocó la inscripción de la candidatura a la Gobernación del Tolima de Jaramillo, sustentado en la inhabilidad que genera el parentesco con su hermano, el ministro de Salud Guillermo Alfonso Jaramillo.